# Милфорд (Юта)
Вижте пояснителната страница за други значения на Милфорд.
Милфорд (на английски: Milford) е град в окръг Бивър, щата Юта, САЩ. Милфорд е с население от 1451 жители (2000) и обща площ от 5 km². Намира се на 1514 m надморска височина. ЗИП кодът му е 84751, а телефонният му код е 435.